# Peter Hausen
Peter Hausen (* 2. Januar 1935 in Berlin; † 28. Mai 2012) war ein deutscher Entwicklungsbiologe.

## Werdegang
Hausen wurde 1962 an der mathematisch-naturwissenschaftlichen Fakultät der Eberhard Karls Universität Tübingen promoviert und habilitierte sich 1966. Am 1. Juli 1973 trat er in das Max-Planck-Institut für Virusforschung ein. Bis zu seiner Emeritierung im Jahr 2003 war er Leiter der Abteilung für Zellbiologie. 1975 wurde er zum Direktor des Instituts ernannt. An der Universität Tübingen war Hausen Mitglied des Internationalen Zentrums für Ethik in den Wissenschaften.
Er lieferte wichtige Erkenntnisse zu den Transkriptionsvorgängen in Säugetierzellen und entdeckte erstmals konkrete Hinweise auf die molekulare Steuerung des Trennungsverhaltens von Zellen bei der Keimblattbildung. Seine Arbeit zur Frühentwicklung des Xenopus laevis (Krallenfrosch) half, entscheidende molekulare und zellbiologische Fragen zu beantworten.

## Schriften
- Nachweis, Reinigung und Charakterisierung des Virus der Mäuseencephalomyelitis und die Biosynthese des Erregers in Zellkulturen. Bielefeld 1962, Hochschulschrift, Tübingen, Math.-naturwiss. Fakultät, Dissertation vom 14. November 1962
- Biochemische Vorgänge bei der Vermehrung der Picornaviren. Dargestellt am Beispiel des ME-Virus-L-Zell-Systems. Tübingen 1966, Aus: Current Topics in microbiology and immunology. Vol. 45. 1968, S. 90–130, Hochschulschrift Tübingen, Math.-naturwiss. Fakultät, Habilitationsschrift vom 1. Dezember 1966
- mit Metta Riebesell: The early development of Xenopus laevis. An atlas of the histology. Verlag der Zeitschrift für Naturforschung, Tübingen und Springer, Berlin/New York 1991  ISBN 3540537406